# Susannah Hornebolt
Susannah Hornebolt, född 1503, död 1554, var en engelsk målare. Hon räknas som den första kvinnliga (yrkes)konstnären i England.
Hon var dotter till den engelske konstnären Gerard Hornebolt från Flandern, syster till hovmålaren Lucas Horenboult och svägerska till Margaret Holsewyther. Hon var verksam som hovmålare åt Henrik VIII. 